# 盛唐 (嘉靖進士)
盛唐（1509年—1598年），字原陶，號南橋，浙江嘉興府嘉善縣人，民籍，明朝政治人物。

## 生平
嘉靖十年（1531年）辛卯科浙江鄉試第六十名舉人。嘉靖十七年（1538年）中式戊戌科會試第九十八名，登第三甲第一百八十二名進士。授吉安府推官，二十二年十二月选授湖广道試御史，二十五年巡按陕西宁夏，二十七年九月因曾铣案，降三级调外任，贬湖广布政司照磨，升国子监博士。後历官福建巡海道佥事，升湖广按察司副使。卒年九十。

## 家族
曾祖盛完；祖父盛莊；父盛奎，母沈氏。具庆下。弟盛虞。